# Cervecería Minerva
Cervecería Minerva er et mexikansk bryggeri som befinder sig i Zapopan i Jalisco.

## Ølmærker
- Colonial
- Viena
- Stout

## Links
- Cervecería Minervas officielle hjemmesider